# Brachychiton rupestris
Brachychiton rupestris là một loài thực vật có hoa trong họ Cẩm quỳ, ở Queensland, Úc. Theo phát hiện và mô tả của Thomas Mitchell và John Lindley, sở dĩ cây thường có tên là Queensland bottle tree (cây chai Queensland) là vì cây có chỗ phình ra ở thân. Cây trưởng thành cao 10 đến 25 mét (33 đến 82 ft). Cây rụng lá theo mùa, từ tháng 9 đến tháng 12. Lá cây đơn giản và được xẻ làm nhiều phần, có 1 hoặc nhiều phiến lá dài 11 cm (4 inch) và rộng 2 cm (0,8 inch). Hoa có màu vằng kem xuất hiện từ tháng 9 đến tháng 12, dọc theo quả đại bằng gỗ hình thuyền. Quả chín vào từ tháng 11 đến tháng 5. chưa có phân loài nào được phát hiện và công nhận.
Là cây mọng nước, hay rụng lá khi khô hạn, Brachychiton rupestris thích ứng với việc trồng trọt canh tác và dễ thích nghi với các loại đất khác nhau và nhiệt độ. Đây là 1 loài quan trọng trong rừng bán rụng lá ở vành đai Brigalow, Queensland, Úc đứng trước nguy cơ mất rừng. Cây còn sót lại bị người nông dân đưa đến nền đất trống tạo bóng mát và làm thức ăn cho gia súc.

## Mô tả
Brachychiton rupestris là cây mọng nước. Khi trưởng thành cây cao 10 đến 20 m (33 đến 36 ft), rất hiếm cây cao đến 25 m (82 ft) dù cây canh tác thường thấp hơn. Thân cây dày, cao 5 đến 15 m (16 đến 49 ft), với biến số đươnggf kính (DBH) là 1 đến 3,5 m (3,3–11,5 ft). Vỏ cây màu xám đen có nhiều vết nứt dạng lưới tổ ong trên bề mặt vài vết nứt sâu. khi cây còn non, nhành cây có màu xanh sáng hoặc xám. Lá mọc dọc theo cuống, giống như các cây cùng thuộc chi Brachychiton.

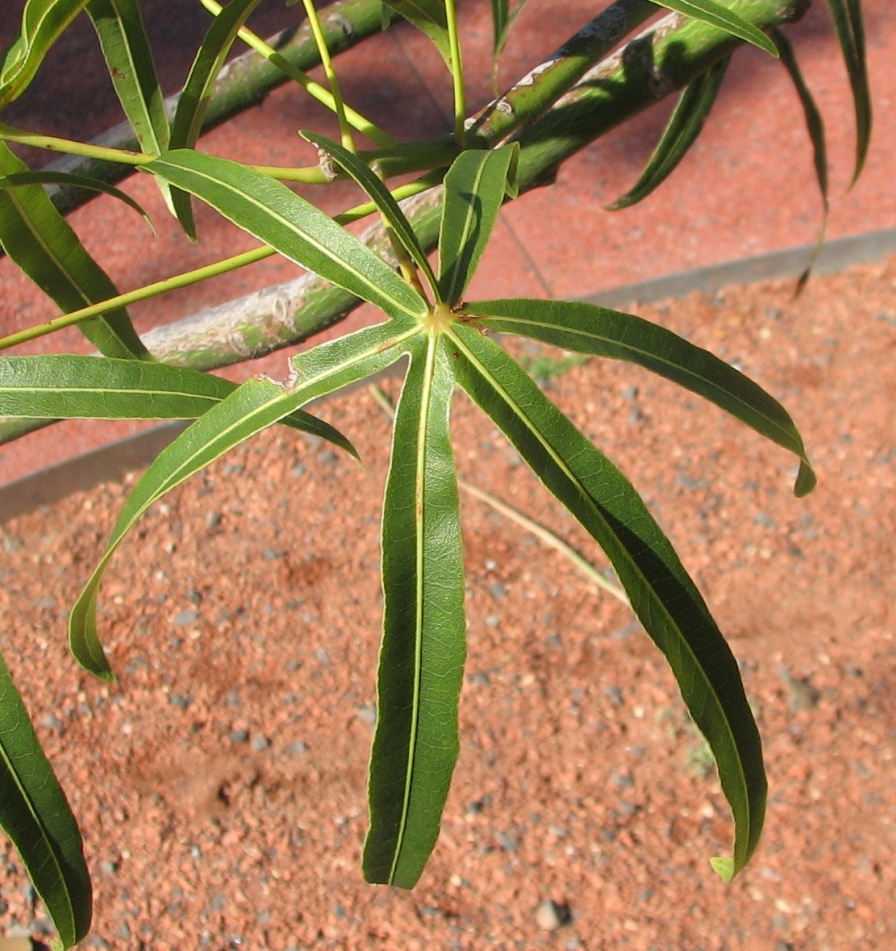
Lá non

Brachychiton rupestris hay rụng lá. Cây trong môi trường sống tự nhiên thường trụi lá giữa tháng 9 và tháng 12, tuy nhiên mức độ rụng lá, thời gian rụng có thể bị ảnh hưởng bởi mưa hay hạn hán. Đôi khi cây rụng lá chỉ từ một số cành. Lá mỗi cây có hình dạng khác nhau, được xẻ làm nhiều phần, hẹp hoặc có hình elip. Mặt trên của lá có màu bóng loáng, đậm, khác hẳn với mặt dưới có màu nhạt hơn. CÁc phiến lá trưởng thành dài 4 đến 11 cm (1,6 đến 4,3 inch) và 0,8 đến 2 cm (0,3 đến 0,8 inch) với đầu lá nhọn chĩa xuống dưới. Lá có sống giữa nổi lên cả hai mặt trên, dưới, và phía mặt lá dưới có 12 đến 25 cặp sống lá (nhiều hơn mặt trên) tạo một góc 50 đến 60 độ so với sống lá chính giữa. Lá non hợp vào với nhau (3 đến 9 lá) có hình mũi mác hoặc thẳng. Lá non dài 4 đến 14 cm (1,6 đến 5,5 inch) và rộng 0,3 đến 1 cm (0,1 đến 0,4 inch).

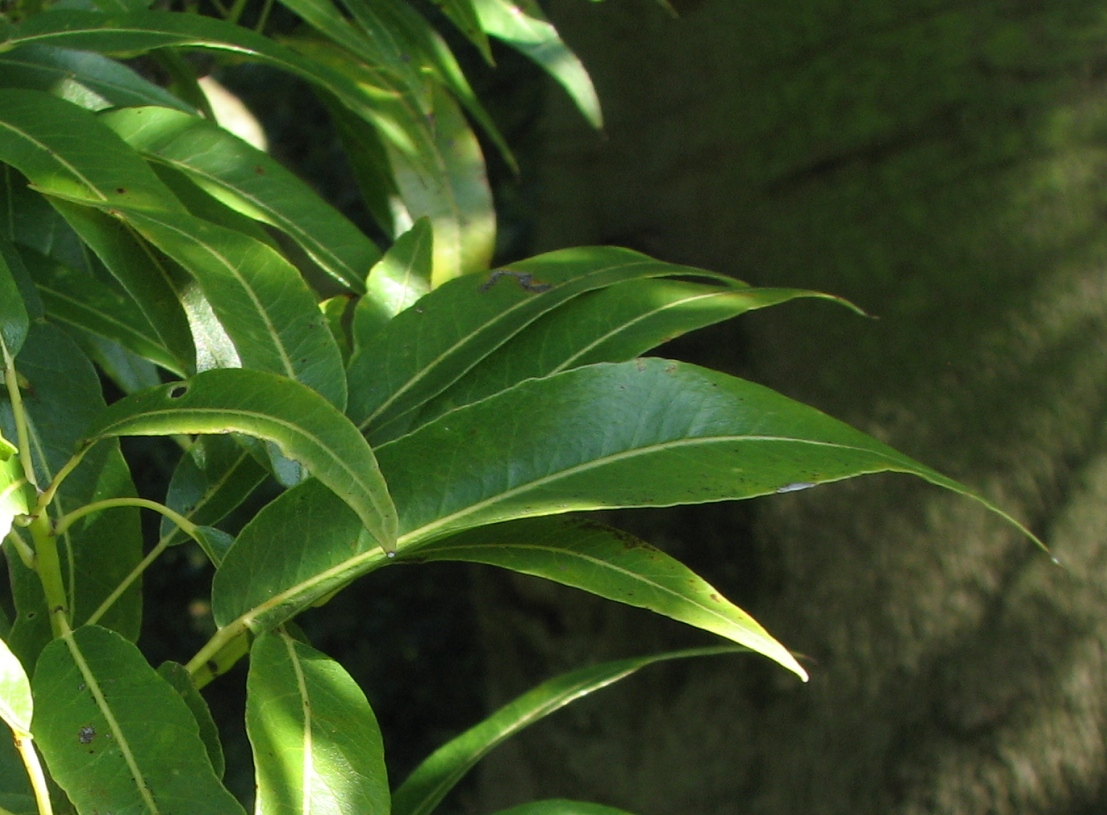
Lá trưởng thành

Bông hoa có màu vàng kem, chùm hoa hình chùy hoa lấm tấm đỏ xuất hiện từ tháng 9 đến tháng 11. Hoa mọc từ chồi nách ở cuối cành. Mỗi chùm hoa hình chùy có 10 đến 30 bông và dài 3 đến 8 cm (1,2 đến 3,1 inch). Mỗi bông hoa dài 0,5 đến 1 cm (0,2 đến 0,4 inch) và rộng 1,3 đến 1,8 cm (0,5 đến 0,7 inch). Chiều dài các thùy của bao hoa hơn một nửa so với đường kính bao hoa. Giống như tất cả các loài thuộc chi Brachychiton, Brachychiton rupestris là cây có hoa đực và hoa cái cùng ở chung (Không phải là cây có hoa lưỡng tính, mà cây có hoa đực và hoa cái phân tính nhưng cùng trên 1 cây). Hoa đực có 15 nhị hoa, với bao phấn màu vàng nhạt, trong khi hoa cái có nhụy màu kem hoặc trắng được bao quanh bởi lá noãn (bộ phận ở trên đỉnh buồng trứng) hình ngôi sao.
Quả đại có hình thuyền, mọc thành nhóm 3 đến 5 quả. Mỗi quả có 4 đến 8, đôi khi đến 12 hạt. Quả phát triển từ tháng 11 đến tháng 5. Mặt ngoài quả thì nhẵn, mặt trong có lông. Quả được tách, dọc theo chiều dài, để lộ hạt. Hạt được bao bọc bởi lớp lông gọi là exotesta. Hạt có hình trứng mặt nhẵn, dài 6 đến 7 mm (0,24 đến 0,28 inch) và rộng 3,5 đến 4,5 mm (0,14 đến 0,18 inch).
Loài có khá nhiều nét tương đồng là Brachychiton compactus (Proserpine bottle tree – cây chai Proserpine) mọc ở vùng lân cận thị trấn Proserpine, Queensland, Úc. Để phân biệt chúng, người ta dựa vào lá, hoa, quả. Brachychiton compactus có lá ô-van hơn, hoa nhỏ hơn và quả đại lại dẹt elip hơn. Đối với Proserpine bottle tree (cây chai Proserpine) (chưa được mô tả) lại có tán và lá màu xanh giống chanh tươi hơn.

## Phân loại và đặt tên

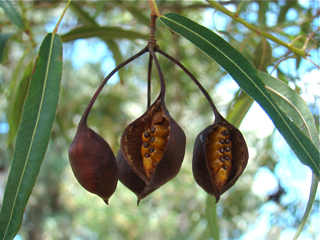
Quả

Loài được biết đến nhờ sự chú tâm của cộng đồng khoa học. Năm 1848, nhà thám hiểm Sir Thomas Mitchell đã quan sát cây một cách kĩ lưỡng trong chuyến thám hiểm Queensland và đăng trong tạp chí tên Journal of an Expedition into the Interior of Tropical Australia (Ghi chép về cuộc thám hiểm nội địa vùng nhiệt đới Úc). Khi leo lên đỉnh Abundance, ông bắt gặp chúng. Ông ghi chép lại rằng: "Thân cây phình ra ở giữa, trông giống như chiếc thùng, có đường kính gấp đôi so với thân ở mặt đất. Cành cây trông khá nhỏ về tỉ lệ so với thân cây. Trông cả cái cây rất kì quặc". Trong ấn phẩm tương tự, nhà thực vật học người Anh tên John Lindley lần đầu tiên chính thức mô tả loài. Lindley đã đặt loài này trong chi Delabechea với loài Delabechea rupestris là đại diện. Mitchell đã lựa chọn tên chi Delabechea để tôn vinh giám đốc Sở Địa chất Anh - Henry De la Beche, còn từ rupestris trong tiếng Latin là 1 tính ngữ, nghĩa là sống trong đá. Từ rupestris đã đề cập đến môi trường sống trên đỉnh đồi đá của mẫu vật mà Mitchell quan sát. Năm 1862, nhà thực vật học ở Victoria tên Ferdinand von Mueller đã đổi tên nó thành Brachychiton delabechei để kết hợp chi Delabechea vào Brachychiton.
Trong cuốn Flora Australiensis (loài thực vật vùng Australiensis), nhà thực vật học người Anh tên George Bentham đã công bố mô tả quan trọng đầu tiên trong 9 mô tả về loài Brachychiton, và đưa chúng vào một phần của chi Trôm (Stercukia). Vì vậy, loài này được chuyển tên thành Sterculia rupestris. Tuy nhiên, Von Mueller vẫn giữ nguyên quan điểm của ông ràng coi Brachychiton như một chi riêng biệt. Vào năm 1891, nhà thực vật học người Đức tên Otto Kuntze không đồng ý cho loài cây này vào chi Trôm mà xếp vào chi Clompanus. Ông đặt tên cho loài là Clompanus rupestris. Năm 1893, nhà thực vật học người Đức tên Karl Moritz Schumann đã đổi danh pháp hai phần của loài là Brachychiton rupestris và được Achille Terraciano, quản lý vườn sinh thái Orto Botanico di Palermo, chấp nhận. Tên đó vẫn được duy trì cho đến ngày nay.
Năm 1988, Gordon Guymer sửa đổi lại việc phân loại chi Brachychiton. Ông để Brachychiton rupestris trong mục Delabechea vì liên quan tới Brachychiton compactus (mới được mô tả). Điều đặc biệt ở mục Delabechea là cả ba loài đều có thân hình củ hành và có thể có khoảng trống lớn trong nhu mô gỗ chiều dọc. Các chi Brachychiton nằm ở một nhánh Australasian trong phân họ Sterculioideae (trước đây là họ Trôm) khi mở rộng định nghĩa về chi Malvaceae. Nó khác với Sterculia, loài thuộc một nhánh khác trong Sterculioideae.
Cái tên Brachychiton có nguồn gốc từ tiếng Hy Lạp brachys nghĩa là ngắn, và chiton nghĩa là vỏ (do vỏ hạt). Trong nhiều năm, tên chi bị hiểu lầm và cây bị coi là cây trung tính do sự sửa đổi không chính xác của mô tả ứng với từng tên riêng biệt. Cuối cùng danh pháp Brachychiton rupestre đã được công nhận và do 'biến thể chính tả' (một hiện tượng khi đặt tên loài trong sinh học) đã trở thành Brachychiton rupestris. Tên thông thường còn có 'cây chai lá dẹt' (narrow-leaved bottle tree) hay chỉ đơn giản là 'cây chai'.
Phép lai chéo Brachychiton x turgidulus là phép lai bình thường giữa B. rupestris và B. populneus. Nó được ở biểu hiện rõ nét ở phía đông thị trấn Boonah, Queensland.

## Phân bố và môi trường sống
Brachychiton rupestris được phát hiện ở trung tâm Queensland, từ vĩ độ 22° S đến 28° S. Cây phân bố chủ yếu nằm ở vùng đo lượng mưa 500mm (về phía tây). Cây sống nơi có địa hình đồi núi thấp có thổ nhưỡng đất sét, đá phiến sét, đất bazan. Brachychiton rupestris là cây vượt tán, sống cùng tầng với các loài cây khác như Acacia harpophylla, Araucaria cunninghamii, Cadellia pentastylis.

### Bảo tồn
Dù Đạo luật bảo tồn thiên nhiên Queensland xếp loài vào loài ít quan tâm, nhưng số lượng cá thể đang giảm dần tại một số nơi. Tại những nơi này, sự sinh trưởng của cây cũng bị cho là bị ảnh hưởng xấu. Loài được bảo tồn ở một số vườn quốc gia như VQG sông Auburn, Benarkin, núi Bunya, hồ Coalstoun, Dipperu, Good Night Scrub, Humboldt, Isla Gorge, và Tregole.